# John Lundvik
John Lundvik (Londres, 27 de gener del 1983) és un cantautor suec.

## Biografia
Lundvik va néixer a Londres i va ser adoptat una setmana més tard per una família sueca que vivia a la mateixa ciutat. A sis anys va mudar-se amb la família a Suècia, a la ciutat de Växjö.
Quan era jove, va fer atletisme. Va guanyar una medalla bronze al campionat suec d'atletisme 2005 al 4 x 100 m.
El 2010 va començar la seva carrera de músic, al principi com a compositor i més tard com a cantant. El 2018 va participar en el Melodifestivalen, la preselecció pel Festival de la Cançó d'Eurovisió. Amb la cançó My Turn va acabar en tercer lloc. Un any més tard va participar de nou i va guanyar la final amb la cançó Too Late for Love, que li va permetre participar en el Festival de la Cançó d'Eurovisió 2019. Va acabar en cinquè lloc. Al mateix festival, Michael Rice del Regne Unit va participar amb la cançó Bigger Than Us, de la qual Lundvik va ser el compositor.